# NGC 3063
NGC 3063 في الفهرس العام الجديد، هو نجم ثنائي، يقع في كوكبة الدب الأكبر. بواسطة ويليام هيرشل .

## روابط خارجية
- NGC 3063 على موقع ويكي سكاي: DSS2, SDSS, GALEX, IRAS, Hydrogen α, X-Ray, Astrophoto, Sky Map, Articles and images